# (400256) 2007 RG24
(400256) 2007 RG24 es un asteroide perteneciente al cinturón de asteroides, descubierto el 3 de septiembre de 2007 por el equipo del Catalina Sky Survey desde el Catalina Sky Survey, Arizona, Estados Unidos.

## Designación y nombre
Designado provisionalmente como 2007 RG24.

## Características orbitales
2007 RG24 está situado a una distancia media del Sol de 2,327 ua, pudiendo alejarse hasta 2,650 ua y acercarse hasta 2,005 ua. Su excentricidad es 0,138 y la inclinación orbital 7,198 grados. Emplea 1297,05 días en completar una órbita alrededor del Sol.

## Características físicas
La magnitud absoluta de 2007 RG24 es 17,3.